# Gertrud Mariano
Gertrud Selma Maria Mariano, född 19 september 1924 i Vaxholm, död 20 september 2016 i Oscars distrikt i Stockholm, var en svensk skådespelare.

## Biografi
Gertrud Mariano hade mellan 1967 och 2000 en lång karriär av småroller på Dramaten, och medverkade bland annat i båda Ingmar Bergmans Dramaten-uppsättningar av August Strindbergs Spöksonaten (1973 och 2000).

## Filmografi
- 1957 – Lille Fridolf blir morfar
- 1958 – Fridolf sticker opp!
- 1973 – Den vita stenen (TV-serie)
- 1986 – Ester – om John Bauers hustru
- 1998 – S:t Mikael (TV-serie)
- 2007 – Spöksonaten

## Teater

### Roller (ej komplett)
| År   | Roll              | Produktion                                                            | Regi            | Teater   |
| ---- | ----------------- | --------------------------------------------------------------------- | --------------- | -------- |
| 1976 | Medverkande       | Gud bevare omgivningen när en människa får en idé Stig Ossian Ericson | Per Sjöstrand   | Dramaten |
| 1977 | Arina Virginskaja | Onda andar (Бесы, Bésy) Fjodor Dostojevskij                           | Ernst Günther   | Dramaten |
| 1979 | Statist           | Kollontaj Agneta Pleijel                                              | Alf Sjöberg     | Dramaten |
| 1983 |                   | Måsen (Чайка, Tjajka) Anton Tjechov                                   | Gunnel Lindblom | Dramaten |
| 2000 | Portvakterskan    | Spöksonaten August Strindberg                                         | Ingmar Bergman  | Dramaten |